# Juliana zu Stolberg

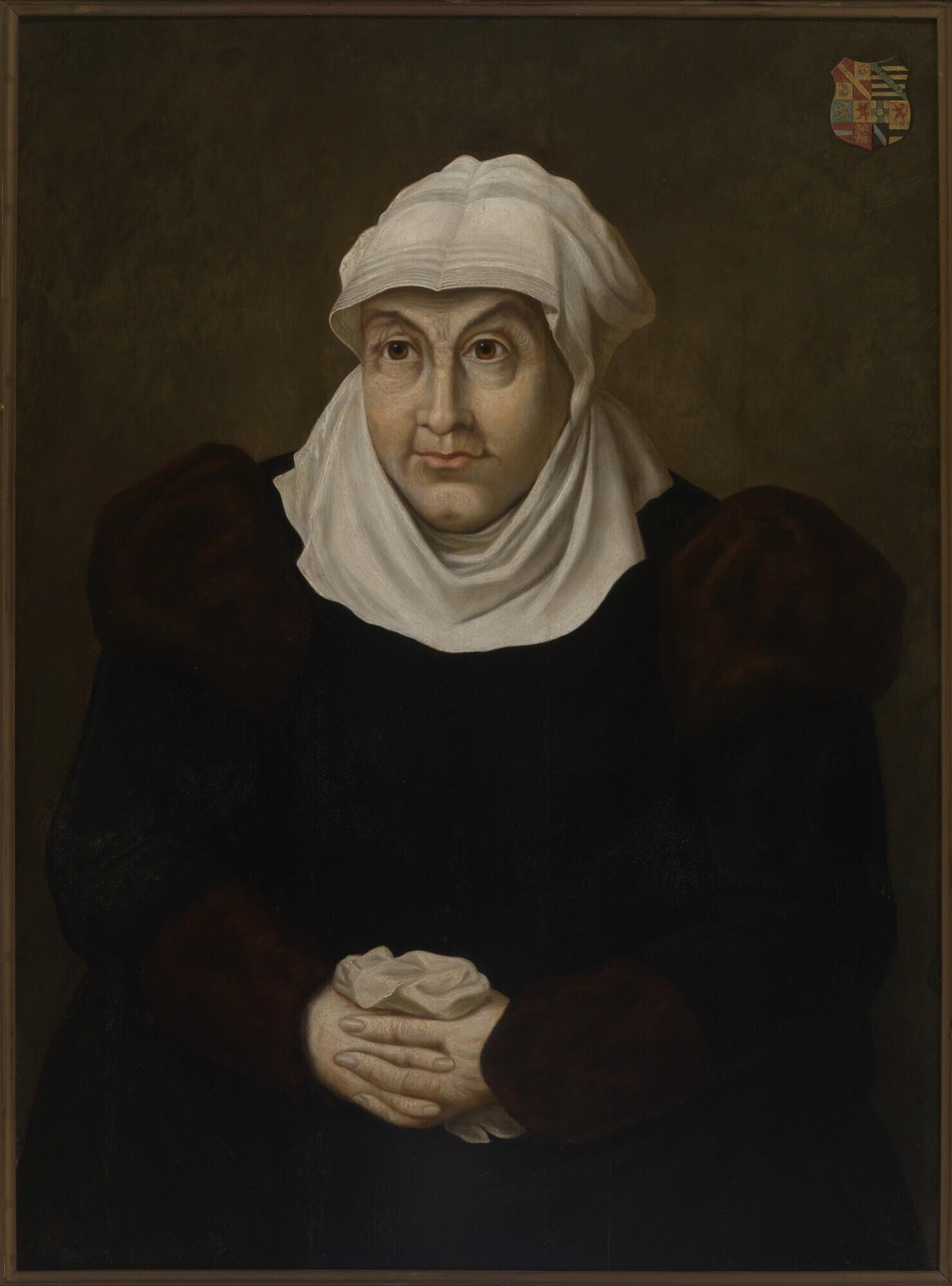
Juliana zu Stolberg

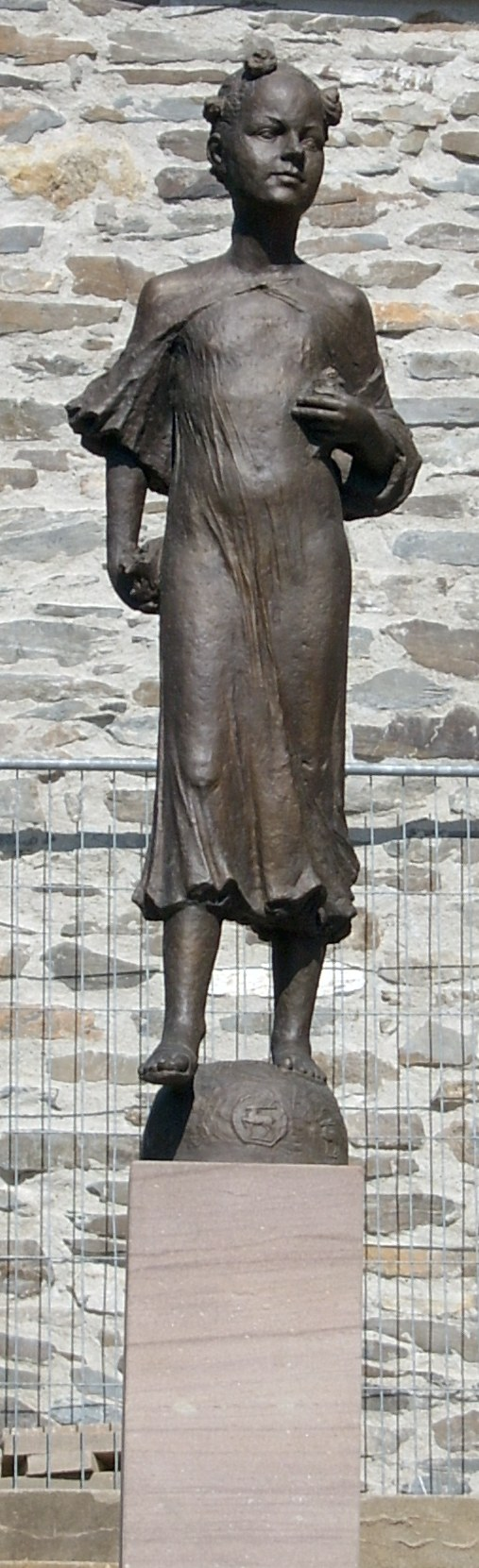
2006 enthülltes Denkmal von Bernd Göbel in Stolberg

Gräfin Juliana zu Stolberg, auch Juliana von Stolberg, (* 15. Februar 1506 auf Schloss Stolberg; † 18. Juni 1580 auf Schloss Dillenburg) ist die Stammmutter der älteren und jüngeren Linie des Hauses Oranien.

## Leben

### Kindheit
Juliana war die Tochter des Grafen Botho zu Stolberg und seiner Ehefrau Anna von Eppstein-Königstein. Sie wuchs in Stolberg (Harz) und Wernigerode auf. Im Alter von 13 Jahren wurde sie in den Taunus an den Hof ihres kinderlosen Onkels Graf Eberhard von Königstein gesandt.

### Hanau
Von Königstein aus wurde ihre Ehe mit dem Grafen Philipp II. von Hanau-Münzenberg (1501–1529) angebahnt, die am 27. Januar 1523 geschlossen wurde. Drei Söhne und zwei Töchter stammen aus dieser Ehe. Graf Philipp II. starb bereits 1529 im Alter von 27 Jahren. Für seinen noch minderjährigen Sohn, Graf Philipp III., wurde eine Vormundschaft errichtet. Vormünder waren neben anderen Juliana, Graf Wilhelm von Nassau-Dillenburg und Graf Reinhard zu Solms-Lich.

### Dillenburg
Im September 1531 heiratete Juliana ein zweites Mal, nämlich den Mitvormund aus der Hanauer Vormundschaft, Graf Wilhelm von Nassau-Dillenburg. Mit ihren Kindern zog sie nun nach Dillenburg. Zwölf weitere Kinder entstammten dieser zweiten Ehe, darunter Wilhelm I. (der Schweiger) und Johann VI. von Nassau-Dillenburg. Nach ihrem Tod wurde sie in der Evangelischen Stadtkirche Dillenburg beigesetzt.

## Kinder
1. Ehe mit Graf Philipp II. von Hanau-Münzenberg:
- Reinhard (* 10. April 1524; † 12. April 1524)
- Katharina (1525–1581), verheiratet mit Johann IV. von Wied-Runkel
- Philipp III. (* 1526; † 1561)
- Reinhard (* 8. April 1528; † 11. Oktober 1554, Béthune)
- Juliana (* 30. März 1529; † 8. Juli 1595) verheiratet mit Graf Thomas von Salm, Wild- und Rheingraf in Kirburg (* 1529; † 1553)

2. Ehe mit Wilhelm dem Reichen von Nassau-Dillenburg
- Wilhelm (der Schweiger) (1533–1584), Begründer der älteren Linie des Hauses Oranien
- Hermanna (* 1534, jung verstorben)
- Johann VI., Graf von Nassau-Dillenburg (1536–1606), Begründer der jüngeren Linie des Hauses Oranien.
- Ludwig (1538–1574)
- Maria (1539–1599), verheiratet mit Wilhelm IV. von dem Bergh
- Adolf (1540–1568)
- Anna (1541–1616)
- Elisabeth (1542–1603), verheiratet mit Graf Konrad zu Solms-Braunfels (1540–1592)
- Katharina (1543–1623), verheiratet mit Günther XLI. von Schwarzburg-Arnstadt
- Juliana (1546–1588), verheiratet mit Albrecht VII. von Schwarzburg-Rudolstadt
- Magdalena (1547–1643), verheiratet mit Graf Wolfgang von Hohenlohe-Neuenstein-Weikersheim (1546–1610)
- Heinrich (1550–1574)

## Nachleben
Nach Juliana zu Stolberg benannten Königin Wilhelmina der Niederlande und Herzog Heinrich zu Mecklenburg ihre Tochter Juliana, die spätere Königin der Niederlande.

## Bedeutung
Die historische Bedeutung von Juliana ergibt sich in erster Linie aus ihrer zahlreichen Nachkommenschaft, die sie zur Stammmutter zahlreicher regierender europäischer Häuser werden ließ. Entsprechend groß war die Würdigung zu ihrem 500. Geburtstag im Jahre 2006, so wurde ihr ein Denkmal in der Geburtsstadt errichtet und zwei neue Publikationen vorgelegt.

## Ehrungen

### Rose

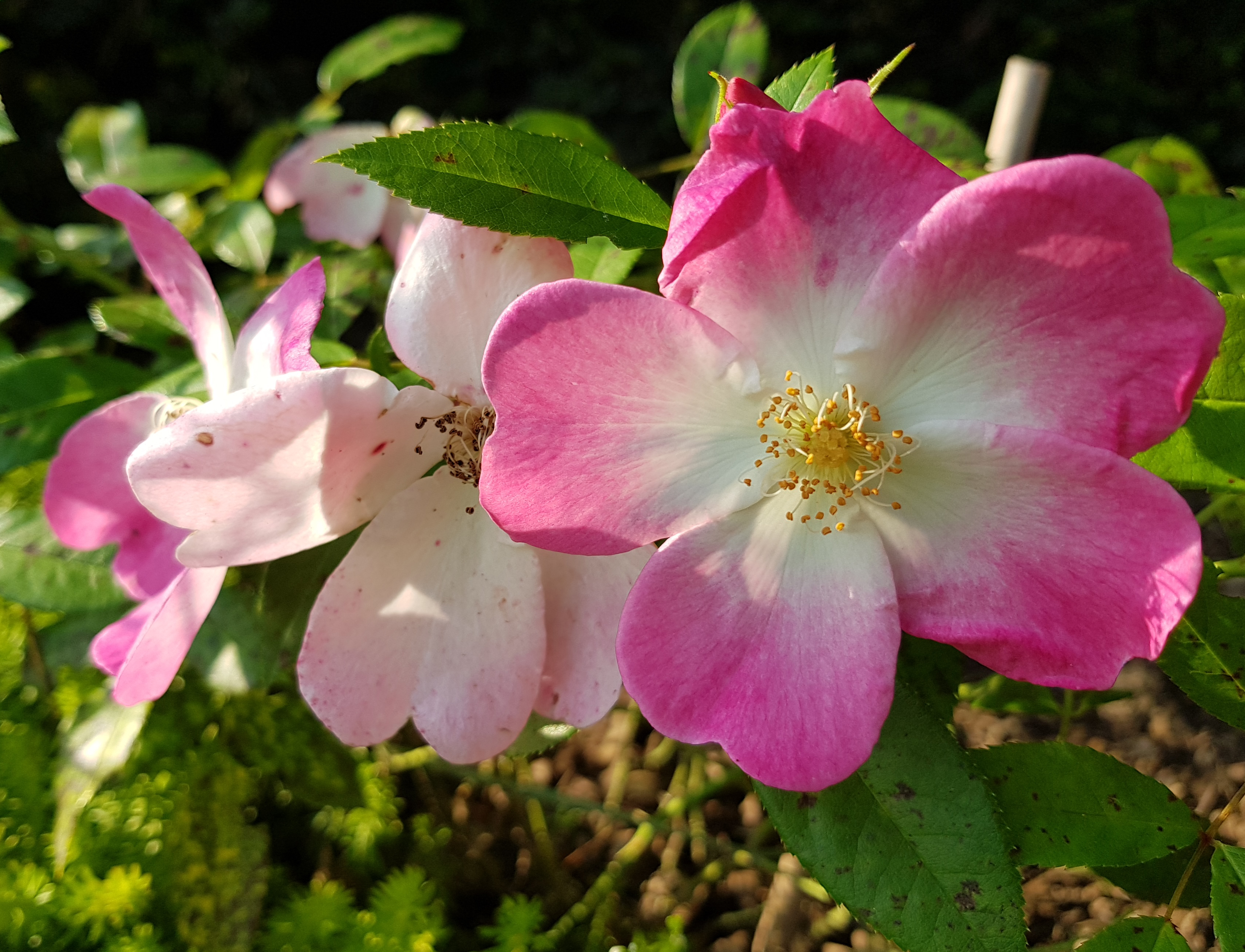
Rose Juliana von Stolberg in einem Garten der Oranienstadt Dillenburg

Die Rose wurde zum 500. Geburtstag von Juliana von Stolberg auf ihren Namen getauft: Juliana von Stolberg ist eine Ramblerrose und gehört damit zur Gattung der Modernen Strauchrosen. Die Blüte ist ungefüllt, mittelgroß (4–5 cm), weiß mit rosa Rand, duftend und in auffällig großen Büscheln blühend. Die Blühzeit ist von Juni bis September, die Rose ist öfter blühend. Züchter ist der Rosenzüchter Louis Lens (Oudenburg, Belgien). Die Rose wurde 1999 eingeführt, ist eine Solitärpflanze, die gerne von Bienen angeflogen wird, und bietet sich auch als Staudenbegleiterin an.

### Denkmal in Stolberg
Anlässlich des 500. Todesjahres wurde, initiiert vom dortigen Traditions- und Geschichtsverein, 2006 zum  Juliana-Jahr erklärt. Am 23. September dieses Jahres wurde ein von dem Bildhauer Bernd Göbel geschaffenes Bronze-Denkmal eingeweiht, welches auf der Terrasse des Stolberger Schlosses steht. Das Denkmal zeigt Juliana zu Stolberg als junges Mädchen, ungefähr in dem Alter, als sie Stolberg verließ.
Zudem wird Juliana auf der Homepage der Stadt dargestellt.